# آنگین آوتیسیان
آنگین قازاری آوتیسیان (ارمنی: Անգին Ղազարի Ավետիսյան؛  زادهٔ ۱۹۲۳) کارشناس آموزشی و پرورشی اهل ارمنستان است.

## زندگی‌نامه
وی در ۱۹۲۳ در روستای نور کیانک به دنیا آمد و از مدرسه آموزشی و پرورشی لنیناکان فارغ‌التحصیل گشت. همچنین برندهٔ جوایزی همچون نشان پرچم سرخ کار، مدال دفاع از قفقاز شده‌است. وی در جنگ کبیر میهنی شرکت نموده است.